# Templo de Matídia
O Templo de Matídia (em latim: Templum Matidiae) foi um templo romano situado em Roma na região do Campo de Marte perto da moderna Piazza Capranica e do Templo de Adriano.

## História
O Templo de Matídia representa o único exemplo conhecido de um imperador romano, Adriano, ter deificado sua sogra, Salonina Matídia, a mãe de sua esposa Víbia Sabina. Ao morrer, por volta de 119, Adriano proferiu a sua oração fúnebre e a deificou. Esta deificação certamente foi resultado do desejo de Adriano de ressaltar a sua própria descendência dinástica, através de sua mulher, da família dos Úlpios Trajanos e do próprio imperador Trajano. Depois de completar a construção do Templo de Matídia e das duas basílicas vizinhas o sucessor e filho adotivo de Adriano, Antonino Pio, mandou construir e dedicou o Templo de Adriano nas imediações.
O templo era um imponente períptero octostilo (com oito colunas frontais) com 36 metros de largura. Uma moeda cunhada depois de 120 nos permite inferir o aspecto do antigo templo. Ela mostra no centro o grande templo e dos lados dois pórticos, possivelmente a Basílica de Matídia e a Basílica Úlpia (irmã do imperador Trajano e mãe de Matídia). A primeira provavelmente ficava onde hoje está a igreja de Santa Maria in Aquiro e a segunda, onde estão os prédios da Via dei Pastini.

## Topografia
O Templo de Matídia ficava ao lado do Templo de Adriano segundo uma inscrição num cano de chumbo (fistula acquaria) descoberta entre a Igreja de Santo Inácio de Loyola e o Collegium Germanicum et Hungaricum indicando o "templo Matidiae", o que permitiu fixar sua posição nas imediações da moderna Piazza Capranica.

## Ruínas
Já foram descobertas cinco grandes colunas em mármore cipolino deste templo, duas das quais estão incorporadas na casa número 76 da Piazza Capranica. A base de uma terceira ainda pode ser vista no Vicolo della spada d'Orlando. Esta última tinha uma base muito ampla, com cerca de 1,70 metros, que, segundo Coarelli, permite supor uma altura hipotética de pelo menos 17 metros.
Somente em 2005 este templo foi recuperado, a cinco metros de profundidade, na Piazza Capranica graças às obras de restauração do antigo Ospizio degli Orfani (século XVI), vizinho da antiga igreja de Santa Maria in Aquiro, e que havia sido alugado pelo Senado italiano para abrigar escritórios e outros serviços. Durante os trabalhos de consolidação das fundações foram desenterrados uma escadaria e seis colunas, provavelmente restos do Pórtico de Matídia, a parte frontal do templo.
Depois de um longo período de restauração no subsolo do Ospizio atualmente é possível vislumbrar as bases das grandes colunas e da escadaria do templo, parte do peristilo e do pavimento original, que conserva ainda suas cores antigas. Num plano inferior foi descoberta uma plataforma de palafitas datada do período entre 50 a.C. e 70 d.C..

## Localização
| Planimetria do Campo de Marte central |
| --- |
| Termas de Nero Estádio de Domiciano Panteão Basílica de Netuno Termas de Agripa Estagno ? Odeão de Domiciano Ínsulas da época de Adriano Galpões militares? Galpões militares? Galpões militares? Septa Júlia Diribitório Pórtico dos Deuses Água Virgem Arco de Cláudio Pórtico de Vipsânia Quartel da I coorte dos vigiles Iseu Templo de Minerva Calcídica Altar de Marte Via Flamínia Via Flamínia Templo de Adriano Templo de Matídia Teatro de Pompeu Templos do Largo Argentina Pórtico de Minúcio Coluna de Marco Aurélio T. de M. Aurélio e Faustina (?) Arco de M. Aurélio (?) Coluna de Antonino Pio Ustrino de Faustina Maior Ustrino de Faustina Menor Via Reta Pórtico e Templo de Bom Evento Pórtico de Pompeu Arco Novo Pórtico de Meleagro Pórtico dos Argonautas Piazza della Rotonda Vila Pública |